# ChocQuib House
ChocQuib House es el cuarto álbum de estudio de la banda colombiana ChocQuibTown.
El álbum se caracteriza por una fusión de ritmos entre el urbano, el trap y tropipop y tribales caribeños. El 12 de junio de 2020, el álbum fue presentado junto a su sencillo «Vuelve». Asimismo, el álbum marca la evolución de la banda, después del éxito que tuvo su sencillo «Pa' olvidarte», el cual contó con una segunda versión.
En este álbum, están incluidas las participaciones de Becky G, Zion & Lennox, Manuel Turizo, Farruko, Rauw Alejandro, Dalex y Lyanno. Se desprenden del mismo, algunos sencillos como: «Que me baile» y «Fresa».

## Lista de canciones
| N.º | Título                                                              | Duración |  |
| 1.  | «Vuelve»                                                            | 3:47     |  |
| 2.  | «No vuelvas a mí» (con Zion)                                        | 3:20     |  |
| 3.  | «Fresa»                                                             | 3:26     |  |
| 4.  | «Amor tóxico» (con Dalex)                                           | 3:36     |  |
| 5.  | «Pa' olvidarte»                                                     | 2:46     |  |
| 6.  | «Que me baile» (con Becky G)                                        | 3:28     |  |
| 7.  | «Lo que quieras tú»                                                 | 3:42     |  |
| 8.  | «Quisiera»                                                          | 3:52     |  |
| 9.  | «No hay nadie más» (con Rauw Alejandro y Lyanno)                    | 4:03     |  |
| 10. | «Humano»                                                            | 3:35     |  |
| 11. | «Pa' olvidarte» (Remix) (con Manuel Turizo, Farruko, Zion & Lennox) | 4:16     |  |